# Hormius americanus
Hormius americanus är en stekelart som beskrevs av William Harris Ashmead 1890. Hormius americanus ingår i släktet Hormius och familjen bracksteklar. Inga underarter finns listade i Catalogue of Life.